# Marvão (hrad)
Hrad Marvão (portugalsky Castelo de Marvão) je středověký hrad v části Santa Maria de Marvão ve městě Marvão v portugalském okrese Portalegre. Vypíná se na skalnatém vrcholu ve výšce 867 metrů a je součástí městsk0ho opevnění.

## Historie

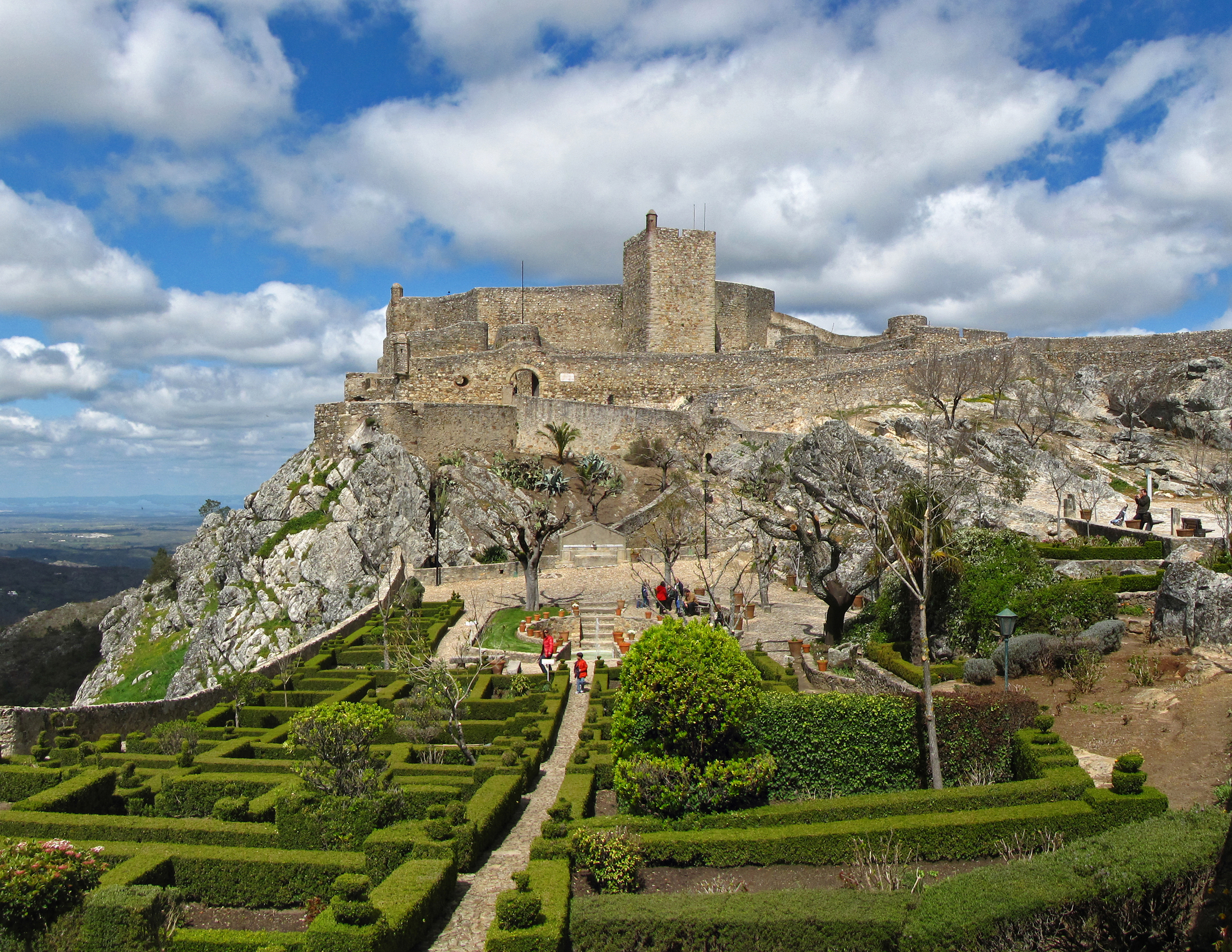
Hrad s donjonem

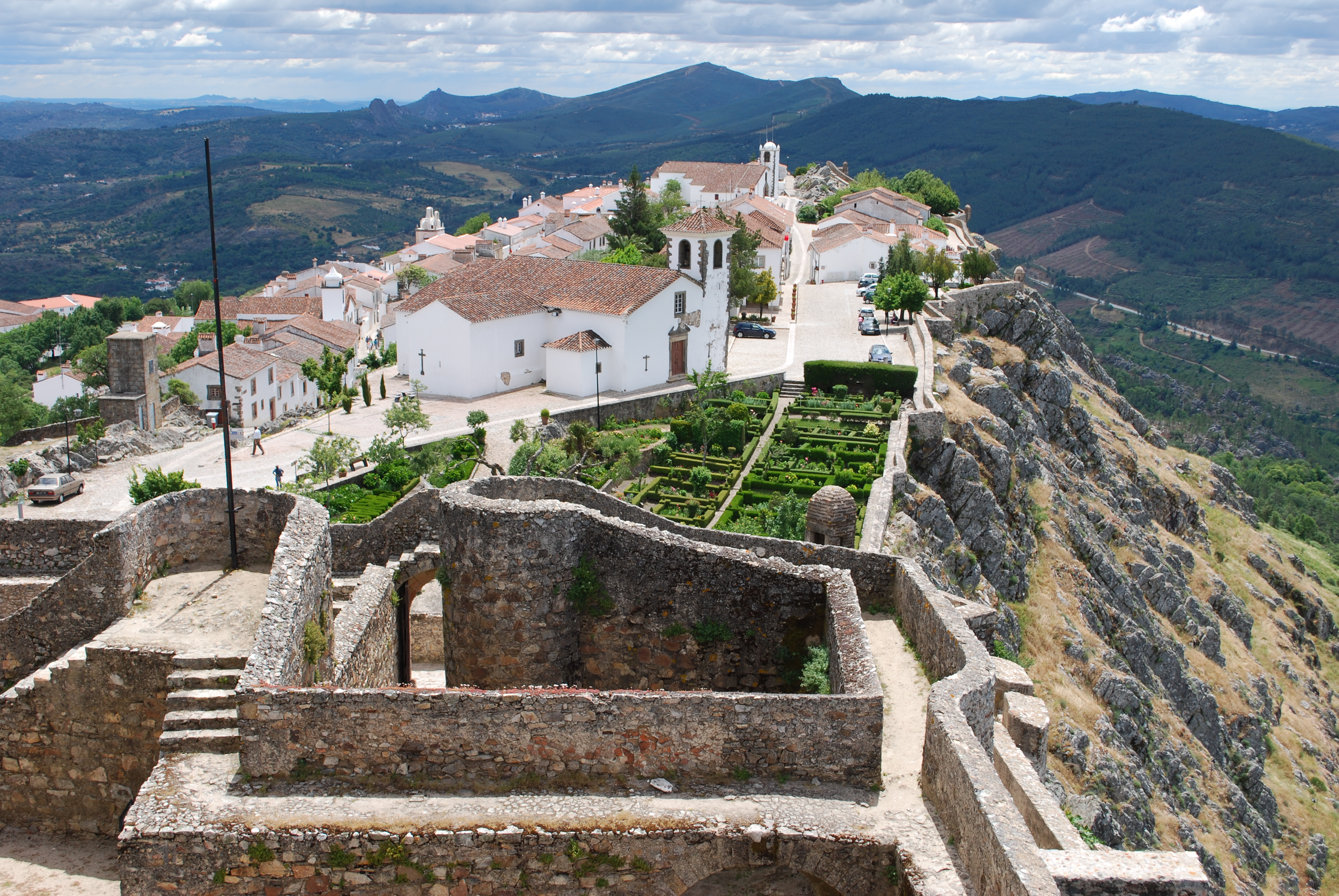
Západní část

O prvním osídlení místa je známo málo, ale římské síly se v regionu začaly objevovat díky strategické cestě spojující ho s městy Cáceres a Santarém a mostem přes řeku Sever. Během raného středověku se zde usadili Svévové, Vizigóti a nakonec Umajjovští Arabové. Stavba hradu v Marvão je připisována islámskému rytíři Ibn Marwanovi, který zde začal sídlit mezi lety 876 a 877. Na počátku 10. století bylo sídlo označováno jako Amaia de Ibn Maruán nebo pevnost Amaia. Křesťanské síly věrné králi Alfonsu I. (1112–1185) dobyly region a město od Maurů někdy mezi lety 1160 a 1166.
V roce 1226 vydal král Sancho II. první městská práva, aby zajistil rozvoj neobydlené výspy proti opakovaným útokům z Kastilského království. Hrad krátce v devadesátých letech 12. století padl do rukou Almohadů. Po roce 1271 daroval král Alfons III. opevněné sídlo maltézskému řádu. Na počátku vlády krále Dinise I. (1279–1325) se vesnice a její hrad zapojily do sporu mezi panovníkem a princem Alfonsem a v roce 1299 je dobyla králova vojska. Dinis vydal nová městská práva a posílil hrad, zejména stavbou hlavní věže.
Za vlády Ferdinanda I. (1367–1383) se Marvão stalo útočištným městem (1378). Panovníkova smrt vyvolala krizi interregna let 1383-1385 a hrad byl začleněn do majetku Řádu avizských rytířů. Nový panovník a jeho nástupci udělili vesnici v letech 1407, 1436 a 1497 mnoho výsad s cílem zvýšit její osídlení a zlepšit obranu. V 15. a 16. století také pokračovalo posilování zdí věžemi.

### Novější dějiny
Mezi lety 1640 a 1662, během války za nezávislost, byl hrad dále opravován včetně změn v linii hradeb, bran a barbakanů, které byly ve špatném technickém stavu. V roce 1641 španělské síly na hrad zaútočily, následovala druhá vlna bojů v roce 1648. V letech 1704–1705 pevnost dobyla španělská vojska, ale vzdala se portugalským silám pod velením hraběte ze São João. Později v roce 1772 španělské síly znovu na pevnost zaútočily.
Na počátku napoleonských válek zde zaútočily francouzské sbory Jeana-Andoche Junota s podporou španělských spojenců, ale v roce 1808 bylo místo osvobozeno. 12. prosince 1833 Marvão obsadily liberální síly. Do roka bylo sídlo obleženo silami Miguela Ricarda de Álavy.
V roce 1938 začalo Generální ředitelství pro budovy a národní památky s opravou zdí, schodišť a cimbuří. V roce 2013 získalo koncesi na správu a provoz hradu Kulturní centrum Marvão.

## Architektura

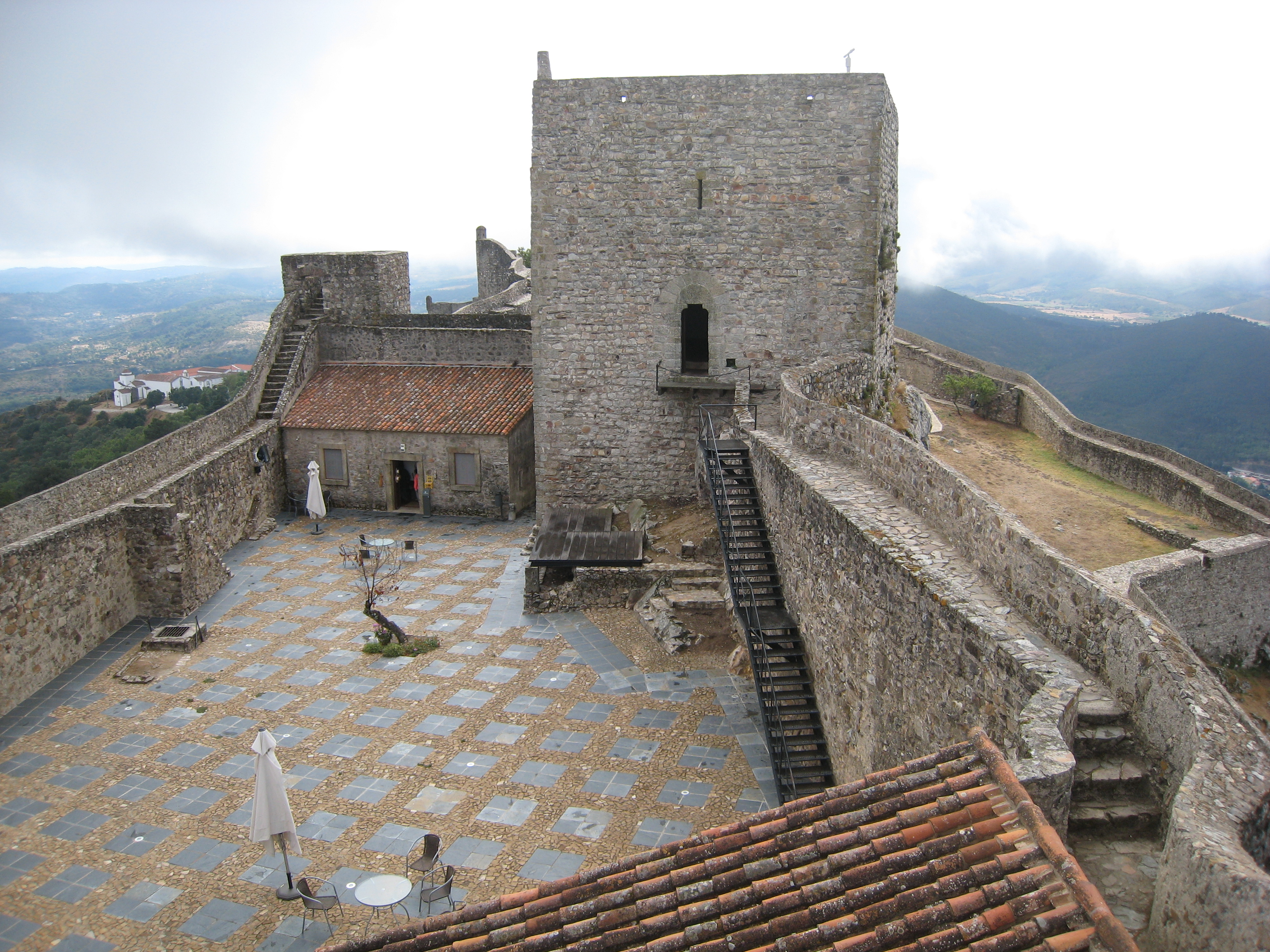
Donjon a ochozy

Hrad korunuje skálu, která v nejvyšším bodě u hlavní věže dosahuje 867 metrů. Hradby obklopují celou městskou aglomeraci Marvão. Hrad má dvě opevněná nádvoří. Hlavní nádvoří se nachází na severozápadě a je tu cisterna na vodu a dvě věže. Původní obdélníková hlavní věž (donjon) se nachází v jižním nároží hradu. Jediná síň ve věži má strop s žebrovou klenbou a umožňuje přístup na cimbuří.
Na prvním nádvoří hradu jsou tři přízemní budovy se střílnami pro ruční zbraně kryté taškami, dříve sklady a zbrojnice. Na tomto nádvoří na jihovýchodě hradu dále byla posádková kuchyně a naproti ní kasárna. U vchodu do druhého nádvoří je velká cisterna. Ta má obdélníkový půdorys s klenutým stropem podepřeným deseti kamennými žebry.
Středověký hrad pochází z doby po roce 1299 a vykazuje řadu charakteristických rysů hradů z období křížových výprav. Patří mezi ně vysoký centrální donjon se zvýšeným vchodem v prvním patře, řada nižších předsunutých věží (některé polokruhové), vysoko umístěné střílny a otevřené prostory pro usnadnění ukrytí a shromažďování vesničanů a vojsk. Nachází se zde také obrovská cisterna na sběr dešťové vody pro zásobování donjonu i širšího hradu v případě obležení.